# Rolf Schmidt (Fußballspieler, 1937)
Rolf Schmidt (* 26. April 1937) ist ein ehemaliger deutscher Fußballspieler. Von 1955 bis 1958 spielte er für die Betriebssportgemeinschaft (BSG) Motor Zwickau in der DDR-Oberliga, der höchsten Liga im DDR-Fußball.

## Sportliche Laufbahn
Als 18-Jähriger erschien Rolf Schmidt offiziell im Spieleraufgebot des DDR-Oberligisten BSG Motor Zwickau für die Übergangsrunde 1955. Diese wurde mit 13 Punktspielen zum Wechsel vom Sommer-Frühjahr-Spielrhythmus in die Kalenderjahrsaison nach sowjetischem Vorbild ausgetragen. Er bestritt in der Oberliga nur ein Spiel, am sechsten Spieltag wurde er anstelle des Stammspielers Walter Espig als Linksaußenstürmer eingesetzt. Auch 1956 war Schmidt nur Reservespieler und wurde nur in der Hinrunde zweimal wieder auf der linken Sturmseite aufgeboten. In der Saison 1957 gelang ihm der Durchbruch zum Stammspieler. Zwar wurde er erst spät vom achten Spieltag an in der Oberliga eingesetzt, kam danach aber in allen achtzehn Punktspielen bis zum Saisonende Einsatz. Im Gegensatz zur bisherigen Praxis ließ Trainer Hans Höfer Schmidt nun sowohl im Mittelfeld als auch in der Abwehr spielen. 1958 gehörte Schmidt von Beginn an zur Stammelf. Bis zum fünfzehnten Spieltag bestritt er vierzehn Oberligaspiele, hauptsächlich als Verteidiger. Ab Ende August 1958 erschien Rolf Schmidt nicht mehr im Aufgebot der BSG Motor Zwickau und auch nicht an anderer Stelle im höheren Ligabereich.